# Вишну
Вишну (деванагари: विष्णु) е бог от индуистката митология, пазител на цялата Вселена. Той е един от боговете в божествената троица Тримурти заедно с Брахма и Шива.

## Характеристика
По сакралната си същност се осмисля като поддържащ творението на Брахма и пазител на Дхарма – правилата на творението. Дори най-дългото творение има край, затова смъртта е наречена справедлива и нейното божество Яма е в царството на Вишну. Така рамката на живота – раждане, подхранване, смърт, се намират в зоната на влияние на Вишну.
Неговата енергия, силата, чрез която всичко съществува е божествената му съпруга Лакшми. Вишну олицетворява милосърдието. Обикновено се изобразява като младо божество, което спи и в съня си сънува Вселената. Затова се е вярвало, че светът е мая, илюзия, сън на Вишну.
Приема се, че се превъплъщавал девет пъти, последният път като Буда, а следващото превъплъщение ще е като Калки Аватара в края на този космически цикъл.

## Вайшнави
Тези, които почитат Бог Вишну, като върховен Бог, се наричат вайшнави. Думата произлиза от санскритската дума вайшнава. От там – вайшнавизъм – религиозна система, почитаща Бог Вишну като Върховен Бог.
Вишну, наричан още Нараяна, е Върховното същество или крайната реалност за вайшнавите. За тях, Той е този, който защитава цялата Вселена.

## Вишну в свещените писания
На много места в основните и съпътстващите ведически произведения се дават описания на Вишну.